# Angelica brevicaulis
Angelica brevicaulis är en växtart i släktet kvannar (Angelica) och familjen flockblommiga växter. Den beskrevs av Franz Josef Ivanovich Ruprecht som Angelocarpa brevicaulis, och fick sitt nu gällande namn av Boris Fedtjenko 1909.
Arten är en perenn ört som förekommer i Centralasien.